# 同性戀欺凌
同性戀欺凌（Gay bashing），或稱同性戀霸凌（Gay bullying），指的是對於女同性戀、男同性戀、雙性戀、跨性别者者群體進行口語或肢體方面的欺凌行為。它可以作為名詞，指一個特定的事件，但也可以作為動詞，用來指對於性方面的詆毀、咒罵、恐嚇、威脅或實際的暴力行為等，常出現於政壇，或作為反同性戀的口號。
這種霸凌行為同時包括以下三項特徵：「蓄意或無意為之」、「一段時間內反覆出現」、「施暴者和受害者在權力或身體力量的不對等」。相似意思的詞彙還有女同性戀霸凌（Lesbian bullying）、酷兒欺凌（Queer bullying）和怪異抨擊（Queer bashing）。

## 負面結果
同性戀人口被抑鬱和焦慮問題困擾的比例比其他人群更高。有數據顯示71.4%的的同志人口曾經歷過抑鬱問題，而青少年時期的同性戀欺凌行為對受害者的影響甚至可能延續至成年。